# Uddeholm
Uddeholm ist eine Ortschaft (Tätort) in der schwedischen Provinz Värmlands län und der historischen Provinz Värmland. Der Ort in der Gemeinde Hagfors liegt im Nordosten der Provinz am Fluss Klarälven.

## Geschichte
Johan Karlström kaufte im Jahr 1672 vom Assessor Anders Stake die Höfe Uddeholm und Risberg sowie im Jahr 1686 von Anna Uggla die benachbarten Höfe Stjärn, Stjärntorp und Lid.
Als eigentlicher Gründer Uddeholms gilt der Fabrikant Bengt Gustaf Geijer der Ältere. Er kam 1720 in den alleinigen Besitz der Güter Uddeholm und Risberg. Bereits zuvor hatte er über seine verstorbene Frau einen größeren Anteil der Güter in seinen Besitz gebracht.
Gejier gründete auf diesem Land am Flusslauf zwischen den Seen Hagforssjön und Radasjön eine Eisenhütte und einen Hammerbetrieb für einfachen Stabstahl. Dort wurde lokales Eisenerz mit Holzkohle verhüttet. Im Schmelzofen, dessen Blasebälge mit Wasserkraft angetrieben wurden, wurde dann das Schmiedeeisen produziert.

## Entwicklung
Aus diesen ersten Anfängen entwickelte sich in den folgenden zweihundert Jahren der Großkonzern Uddeholm mit eigener Handelsflotte, einer Vielzahl von Betrieben, riesigen Ländereien und eigenen Wäldern. Im 19. Jahrhundert gehörte etwa 40 % der Fläche von Värmland dem Unternehmen Uddeholm.
Heute befindet sich im benachbarten Hagfors der Edelstahl produzierende Großbetrieb Uddeholm Tooling AB, der im Konzernverbund mit Böhler-Uddeholm ein Weltmarktführer im Bereich Edelstahl ist.

## Gebäude

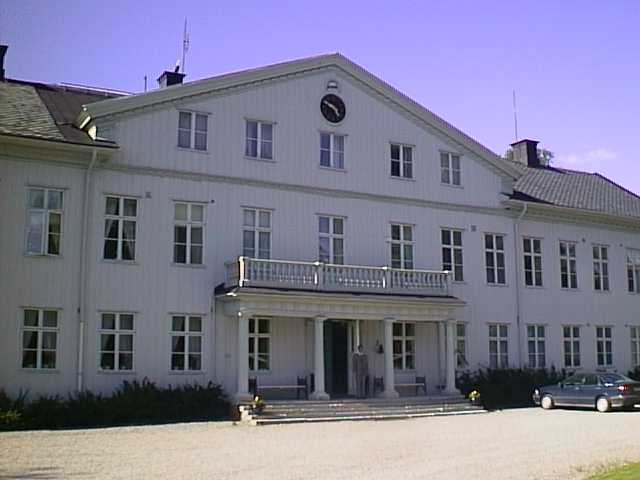
Herrenhaus Uddeholm, das Fabriksdirektorengebäude aus dem 19. Jahrhundert

Imposantestes Gebäude von Uddeholm ist das ehemalige Fabriksdirektorengebäude aus dem 19. Jahrhundert. Dieses wird heute von Uddeholm Tooling AB für repräsentative Banketts für Kunden sowie als Gästehaus genutzt. Im parkähnlichen Garten am Radasjönn befindet sich eine Kapelle, die an einem anderen südschwedischen Standort abgerissen und wieder in Uddeholm aufgebaut wurde. Uddeholm verfügt über ein kleines Hotel.

## Trivia
Nach seiner militärischen Ausbildung und seinem Studium und noch vor seiner Inthronisation verschaffte sich der derzeitige König von Schweden Carl XVI. Gustaf Einblicke in Wirtschaft und Industrie des Landes. In dieser Zeit, Anfang der siebziger Jahre, war er auch Praktikant bei Uddeholm und wohnte im Herrenhaus Uddeholm, dem Wohn- und Repräsentationsgebäude der ehemaligen Werksdirektoren. Noch heute steht dort ein Foto von ihm mit seiner Danksagung.
Nach dem Erwerb von Uddeholm durch den österreichischen Wettbewerber Böhler und die Fusion zum Böhler-Uddeholm-Konzern wurde ein großes Restrukturierungsprojekt namens Tooling 2000 initiiert.